# جان ويلسون
جان ويلسون هي متزلجة كندية، ولدت في 19 يوليو 1910 في غلاسكو في المملكة المتحدة، وتوفيت في 1933 في تورونتو في كندا.